# Honorata Górna
Honorata Górna (ur. 7 kwietnia 1968 w Świeciu) – polska łyżwiarka figurowa, startująca w parach tanecznych z Andrzejem Dostatnim. Uczestniczka igrzysk olimpijskich w Calgary (1988), uczestniczka mistrzostw świata i Europy, 3-krotna mistrzyni Polski (1985, 1987, 1988).
Po igrzyskach olimpijskich powróciła do Calgary, gdzie wyszła za mąż za Bruce'a McCabe.

## Osiągnięcia
Z Andrzejem Dostatnim
| Zawody                                | 83–84          | 84–85          | 85–86          | 86–87          | 87–88          |                |                |                |                |                |                |                |                |                |                |                |                |
| Międzynarodowe                        | Międzynarodowe | Międzynarodowe | Międzynarodowe | Międzynarodowe | Międzynarodowe | Międzynarodowe | Międzynarodowe | Międzynarodowe | Międzynarodowe | Międzynarodowe | Międzynarodowe | Międzynarodowe | Międzynarodowe | Międzynarodowe | Międzynarodowe | Międzynarodowe | Międzynarodowe |
| ------------------------------------- | -------------- | -------------- | -------------- | -------------- | -------------- | -------------- | -------------- | -------------- | -------------- | -------------- | -------------- | -------------- | -------------- | -------------- | -------------- | -------------- | -------------- |
| Igrzyska olimpijskie                  |                |                |                |                | 17             |                |                |                |                |                |                |                |                |                |                |                |                |
| Mistrzostwa świata                    |                |                |                | 15             | 17             |                |                |                |                |                |                |                |                |                |                |                |                |
| Mistrzostwa Europy                    |                |                |                | 14             | 12             |                |                |                |                |                |                |                |                |                |                |                |                |
| Grand Prix International de Paris     |                |                |                |                | 6              |                |                |                |                |                |                |                |                |                |                |                |                |
| Międzynarodowe: Kategorie młodzieżowe |                |                |                |                |                |                |                |                |                |                |                |                |                |                |                |                |                |
| Mistrzostwa świata juniorów           | 8              |                |                |                |                |                |                |                |                |                |                |                |                |                |                |                |                |
| Krajowe                               |                |                |                |                |                |                |                |                |                |                |                |                |                |                |                |                |                |
| Mistrzostwa Polski                    |                | 1              |                | 1              | 1              |                |                |                |                |                |                |                |                |                |                |                |                |